# Ströck István
Ströck István (Nagyvárad, 1901. február 11. – 1991. február 15.) román válogatott magyar labdarúgó, kapus. Testvére Ströck Albert szintén válogatott labdarúgó volt. A sportsajtóban Ströck I néven volt ismert.

## Pályafutása

### A válogatottban
1924 és 1925 között három alkalommal szerepelt a román válogatottban. Részt vett az 1924-es párizsi olimpián.

## Statisztika

### Mérkőzései a román válogatottban
| Románia | Románia         | Románia      | Románia   | Románia  | Románia  | Románia               | Románia | Románia |
| #       | Dátum           | Helyszín     | Hazai     | Eredmény | Vendég   | Kiírás                | Gólok   | Esemény |
| ------- | --------------- | ------------ | --------- | -------- | -------- | --------------------- | ------- | ------- |
| 1.      | 1924. május 20. | Bécs         | Ausztria  | 4 – 1    | Románia  | barátságos            | -       |         |
| 2.      | 1924. május 27. | Párizs (FRA) | Hollandia | 6 – 0    | Románia  | olimpiai nyolcaddöntő | -       |         |
| 3.      | 1925. május 31. | Szófia       | Bulgária  | 2 – 4    | Románia  | barátságos            | -       |         |
|         | Összesen        |              |           | 3        | mérkőzés |                       | 0       | gól     |